# Munotglöckchen

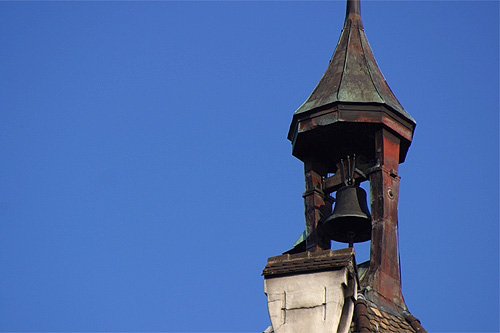
Munotturm mit Munotglöckchen

Das Munotglöckchen ist die Turmglocke der Festung Munot in Schaffhausen. Die alemannisch sprechenden Schaffhauser nennen es Munotglöggli oder Nüniglöggli («Neunuhrglöcklein»). Das Munotglöckchen ist die höchstwahrscheinlich letzte von Hand geläutete Alarmglocke Europas, sicher aber der gesamten Schweiz. Sie wird jeden Abend um 21:00 Uhr von der Munotwächterin fünf Minuten lang geläutet.

## Geschichte
Im Mittelalter kündigte das Läuten, damals noch eine Viertelstunde lang, nicht nur die Schliessung der Stadttore, sondern auch das Ende des Schankbetriebes in den Wirtshäusern und der Schänken in der Stadt an.
Mit einem Sturmläuten ausserhalb dieser Zeit warnte der Munotwächter, wenn es brannte oder sich Feinde der Stadt näherten.

## Sage vom «Nüniglöggli»
Bereits vor dem Bauabschluss des Munots im Jahre 1589 gab es auf dem Emmersberg einen Festungsturm mit Alarmglocke, dem sog. Annot (mhd. für «Ohne Not»), welche von einem Hochwächter bedient wurde. 
Der Sage nach soll der adlige Besitzer des Annot nach langer Abwesenheit von einem Kreuzzug heimgekehrt und in der Nähe Schaffhausens von der hereinbrechenden Nacht überrascht worden sein. Obwohl ortskundig, verirrte er sich im Wald und ertrank in einem reissenden Bach, als sein Pferd kurz vor dem Ziel strauchelte. Seine treue Gattin stiftete zu seinem Angedenken ein silbernes Glöckchen, welches jeden Abend um 21:00 Uhr, seiner Todesstunde, zu läuten gewesen sei. Diese romantisierende Erklärung des täglichen Neun-Uhr-Geläutes entbehrt jeder historischen Grundlage.

## Munotglöckchen
Die Glocke auf dem Nachfolgebauwerk Munot wurde 1589 von Hans Meyer aus Kempten, genannt Hans Frei, gegossen und im September desselben Jahres auf dem Munotturm angebracht. Sie ist 70 Zentimeter hoch, hat einen Durchmesser von 90,5 Zentimetern und eine Masse von etwa 420 Kilogramm. Der Schlagton ist g1.
Nebst der Jahrzahl und der Signatur des Glockengiessers trägt sie den Mahnspruch zwischen zwei Stegen oberhalb der Schärfe in Versalien:
WECHTER MIRKH GVT AVF MIT GANCEM FLEIS • VMW DIE NENDE STVND ZV NACHT SOLDT DV MICH LEIDEN.
Ein durch die Beanspruchung und die Unbill des Wetters (häufiger Blitzeinschlag) entstandener radialer Riss erreichte mit der Zeit einen Umfang von 240°, bzw. eine Länge von fast zwei Metern. Dies bewog den Stadtrat, eine Reparatur der Glocke vornehmen zu lassen. Diese wurde 2002 durch die Glockengiesserei Rüetschi in Aarau und das Glockenschweisswerk Lachenmeyer im deutschen Nördlingen ausgeführt.

## Lied vom Munotglöckchen
Der nicht zuletzt auf den seit langem bestehenden Riss zurückzuführende, wehmütige Klang der Glocke inspirierte Ferdinand Buomberger 1911 zur Dichtung des Liedes vom Munotglöckchen, welches eine stark romantisierende Erklärung für die Entstehung des Risses liefert. Eine historische Grundlage dafür fehlt. Trotzdem – oder gerade deshalb – fand das Werk Eingang in das schweizerische Liedgut.
Die Urheberrechte lagen beim Schaffhauser Musikinstrumente-Geschäft Marcandella. Als dieses 2010 in Liquidation geriet, wurden die Rechte am 1. Dezember 2010 öffentlich versteigert, für CHF 6'500 erwarb sie ein Musiker aus Beringen SH, der Schaffhauser Munotverein ging dabei leer aus. Seit 1. Januar 2017 ist der Text gemeinfrei.
Der Liedtext lautet:
Auf des Munots altem Turme

schau hinaus ich in die Nacht,

über Dächer, über Giebel,

einsam halte ich die Wacht.

Leise rauscht des Rheines Welle,

leise rauscht des Kohlfirsts Wald,

doch im Herzen pocht und hämmert

meiner Liebe Allgewalt.

Refrain:

Klinge Munotglöckelein,

grüsse mir die Liebste mein,

klinge Munotglöckelein,

bim bam bim bam bim.

Auf des Munots weiter Zinne

sah ich sie zum letzten Mal,

wie sie scherzend, kosend tanzte

auf dem grossen Munotball.

Auf dem Turme musst ich wachen,

Gott, wie ist die Welt Betrug!

Ach man küsste mir mein Liebchen,

während ich die Stunde schlug.

Refrain: Klinge...

Als ich sah das frech Gebaren

zog ich wütend an dem Strang,

und ich schlug so fest die Stunde,

dass die kleine Glocke sprang.

Seither sind des Glöckleins Klänge

so von stillem Weh erfüllt,

dass den Menschen selbst im Städtchen

Trän’ um Trän’ dem Aug entquillt.

Refrain: Klinge...

So musst auch mein Liebchen hören

dieses Treubruchs harten Klang,

mög er allen falschen Mädchen

klingen in den Ohren bang.

Doch dir Glöcklein will ichs sagen,

aber schweige wie das Grab,

ich gesteh, dass ich das Mädchen

seither fast noch lieber hab.

Refrain: Klinge...